# Mehdī Kandī
Mehdī Kandī (persiska: ميروِردی كَندی, مهدی کندی, Mīrverdī Kandī) är en ort i Iran.   Den ligger i provinsen Ardabil, i den nordvästra delen av landet, 500 km nordväst om huvudstaden Teheran. Mehdī Kandī ligger 856 meter över havet och antalet invånare är 162.
Terrängen runt Mehdī Kandī är kuperad. Runt Mehdī Kandī är det ganska glesbefolkat, med 35 invånare per kvadratkilometer. Närmaste större samhälle är Kūrāmālū, 13,5 km söder om Mehdī Kandī. Trakten runt Mehdī Kandī består till största delen av jordbruksmark.